# Bad Reputation (album de Joan Jett)
Pour les articles homonymes, voir Bad Reputation.
Albums de Joan Jett
I Love Rock 'n' Roll
(1981)
Bad Reputation ou Joan Jett est le premier album solo de Joan Jett, sorti le 17 mai 1980.

## Historique
L'album sort une première fois en 1980 sous le titre de Joan Jett, puis est réédité avec le titre Bad Reputation le 23 janvier 1981, sous le label Boardwalk Records. Rolling Stone Magazine classe cet album parmi les 50 (19/50) plus grands albums de tous les temps catégorie « Women who rock ».

## Liste des chansons
| No  | Titre                              | Durée |
| --- | ---------------------------------- | ----- |
| 1.  | Bad Reputation                     |       |
| 2.  | Make Believe                       |       |
| 3.  | You Don't Know What You've Got     |       |
| 4.  | You Don't Own Me                   |       |
| 5.  | Too Bad On Your Birthday           |       |
| 6.  | Do You Wanna to Touch Me (Oh Yeah) |       |
| 7.  | Let Me Go                          |       |
| 8.  | Doing All Right With The Boys      |       |
| 9.  | Shout                              |       |
| 10. | Jezebel                            |       |
| 11. | Don't Abuse Me                     |       |
| 12. | Wooly Bully                        |       |